# 8537 Billochbull
8537 Billochbull è un asteroide della fascia principale. Scoperto nel 1993, presenta un'orbita caratterizzata da un semiasse maggiore pari a 3,0422092 UA e da un'eccentricità di 0,0961077, inclinata di 9,94735° rispetto all'eclittica.